# علب (فرع العدين)

تعديل مصدري - تعديل

علب محلة تابعة لقرية العرمة، التابعة لعزلة الاخماس بمديرية فرع العدين إحدى مديريات محافظة إب في الجمهورية اليمنية، بلغ تعداد سكانها 29 حسب تعداد اليمن لعام 2004.